# Die (circuito integrado)

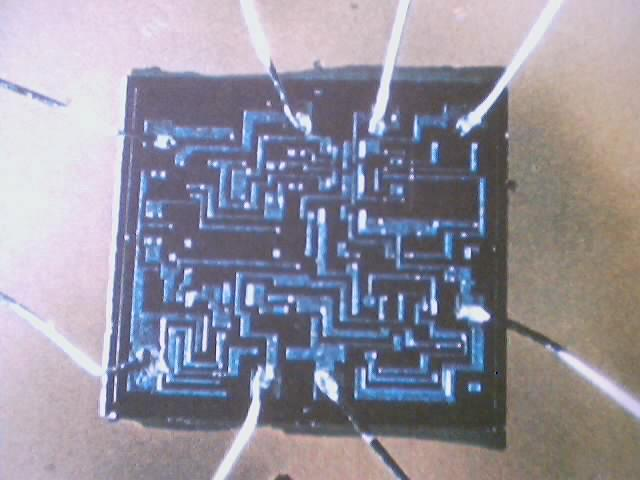
Um die de circuito integrado, com bond wires conectados.

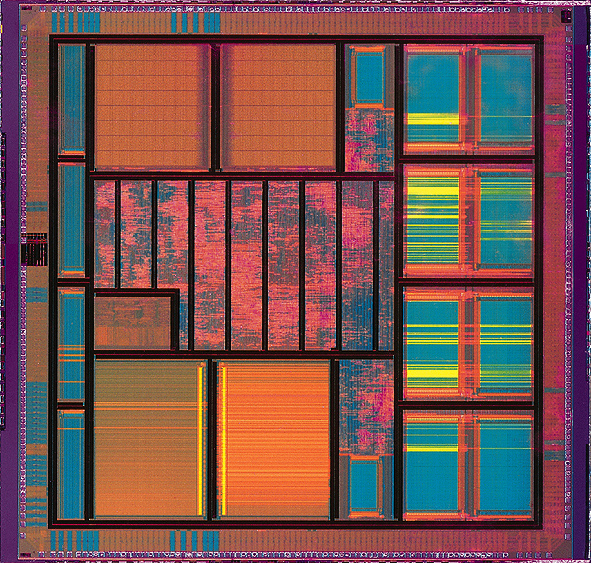
Um die de circuito integrado VLSI.

Um die (plural: dice, dies e die), ou pastilha, no contexto dos CIs é um pequeno bloco de material semicondutor, no qual um dado circuito funcional é fabricado.
Tipicamente, circuitos integrados são produzidos em grandes lotes num único wafer de EGS (Electronic-Grade Silicon) através de processos tais como fotolitografia. O wafer é cortado em muitos pedaços, cada um contendo uma cópia do circuito. Cada um destes pedaços é chamado de die.